# Бабца
Бабца (рум. Babța) — село у повіті Сату-Маре в Румунії. Входить до складу комуни Богданд.
Село розташоване на відстані 414 км на північний захід від Бухареста, 37 км на південь від Сату-Маре, 90 км на північний захід від Клуж-Напоки.

## Населення
За даними перепису населення 2002 року у селі проживали 843 особи, з них 837 осіб (99,3%) румунів. Рідною мовою 838 осіб (99,4%) назвали румунську.